# Зелена Дубрава (Рубцовський район)
Зелена Дубра́ва (рос. Зелёная Дубрава) — селище у складі Рубцовського району Алтайського краю, Росія. Адміністративний центр Рубцовської сільської ради.

## Населення
Населення — 999 осіб (2010; 1004 у 2002).
Національний склад (станом на 2002 рік):
- росіяни — 76 %